# Akira Yanagawa
Akira Yanagawa (柳川明?, Yanagawa Akira; Kagoshima, 15 luglio 1971) è un pilota motociclistico giapponese.

## Carriera
Da sempre legato a Kawasaki, per la quale svolge il ruolo di pilota collaudatore, durante la sua carriera ha ottenuto i maggiori successi nel campionato mondiale Superbike a cui ha partecipato ad un buon livello dal 1997 al 2002, sempre alla guida di una Kawasaki. Durante quegli anni ha partecipato a 121 gare, vincendone 3 e salendo sul podio per 23 volte.
Nel 1998, in gara 1 del gran premio degli Stati Uniti a Laguna Seca, Yanagawa viene trascinato fuori pista dall'americano Chandler (partecipante al gran premio come wild card) che perde il controllo della sua Kawasaki ZX-7RR nella famosa curva del cavatappi e viene disarcionato malamente dalla moto. A seguito di quanto accaduto e per prestare soccorsi a Yanagawa rimasto privo di sensi, viene temporaneamente sospesa la gara. Nella ripartenza, un nuovo incidente convince i commissari a sospendere definitivamente gara 1 assegnando la metà dei punti, visto che sono stati percorsi meno della metà dei 28 giri previsti, per assurdo vengono classificati anche Yanagawa e Chandler che prima del pericoloso incidente erano secondo e terzo, ma impossibilitati a recarsi alla cerimonia di premiazione sul podio perché trasportati d'urgenza in ospedale. Al termine del fine settimana americano si contano ben 33 cadute, a trarne le conseguenze peggiori proprio il giapponese che a seguito della lesioni riportate viene tenuto in coma farmacologico per alcuni giorni ma salta solo il gran premio di Brands Hatch rientrando nel gran premio d'Austria a Zeltweg.
Nel 2002 la Kawasaki gli ha affidato l'incarico di portare al debutto assoluto la sua nuova Kawasaki ZX-RR nella MotoGP nel Gran Premio motociclistico del Pacifico ma il suo sfortunato debutto si è concluso con una rovinosa caduta. Dopo aver partecipato a due gran premi nel motomondiale 2003, la Kawasaki ha deciso di affidargli nuovamente una moto ufficiale durante il motomondiale 2007 in occasione della gara di casa.
Nel 2010 ritorna nel mondiale Superbike per sostituire l'infortunato Chris Vermeulen nel gran premio di Silverstone, non ottiene punti nelle due gare disputate. Terminate le esperienze iridate, negli anni a seguire, gareggia nel campionato giapponese: fino al termine del 2023 è pilota titolare, dalla stagione successiva gareggia solo in alcune prove.

## Risultati in gara

### Campionato mondiale Superbike
| 1994 | Moto   |  |  |  |  |  |  |  |  |  |  |  |  |    |    |  |  |  |  |  |  |  |  |  |  |  |  |  |  | Punti | Pos. |
| ---- | ------ |  |  |  |  |  |  |  |  |  |  |  |  | -- | -- |  |  |  |  |  |  |  |  |  |  |  |  |  |  | ----- | ---- |
| 1994 | Suzuki |  |  |  |  |  |  |  |  |  |  |  |  | 11 | 18 |  |  |  |  |  |  |  |  |  |  |  |  |  |  | 5     | 47º  |

| 1996 | Moto     |  |  |  |  |  |  |  |  |  |  |  |  |  |  |  |  |    |  |  |  |  |  |  |  |  |  |  |  | Punti | Pos. |
| ---- | -------- |  |  |  |  |  |  |  |  |  |  |  |  |  |  |  |  | -- |  |  |  |  |  |  |  |  |  |  |  | ----- | ---- |
| 1996 | Kawasaki |  |  |  |  |  |  |  |  |  |  |  |  |  |  |  |  | 25 |  |  |  |  |  |  |  |  |  |  |  | 0     |      |

| 1997 | Moto     |   |     |     |   |    |    |   |   |   |     |    |   |   |   |   |   |   |   |   |   |   |     |   |   |  |  |  |  | Punti | Pos. |
| ---- | -------- | - | --- | --- | - | -- | -- | - | - | - | --- | -- | - | - | - | - | - | - | - | - | - | - | --- | - | - |  |  |  |  | ----- | ---- |
| 1997 | Kawasaki | 4 | Rit | Rit | 5 | NP | NP | 8 | 2 | 8 | Rit | 10 | 5 | 5 | 4 | 2 | 1 | 8 | 7 | 4 | 4 | 1 | Rit | 4 | 2 |  |  |  |  | 247   | 4º   |

| 1998 | Moto     |   |   |   |    |     |   |    |   |   |   |   |   |   |   |   |     |     |     |   |   |   |   |   |   |  |  |  |  | Punti | Pos. |
| ---- | -------- | - | - | - | -- | --- | - | -- | - | - | - | - | - | - | - | - | --- | --- | --- | - | - | - | - | - | - |  |  |  |  | ----- | ---- |
| 1998 | Kawasaki | 5 | 5 | 5 | 16 | Rit | 6 | 13 | 7 | 4 | 5 | 5 | 5 | 6 | 5 | 2 | Inf | Inf | Inf | 4 | 4 | 7 | 6 | 4 | 2 |  |  |  |  | 210   | 7º   |

| 1999 | Moto     |   |   |   |   |   |   |   |   |   |   |     |   |   |   |   |    |   |   |    |    |   |   |   |   |   |   |  |  | Punti | Pos. |
| ---- | -------- | - | - | - | - | - | - | - | - | - | - | --- | - | - | - | - | -- | - | - | -- | -- | - | - | - | - | - | - |  |  | ----- | ---- |
| 1999 | Kawasaki | 6 | 5 | 5 | 6 | 5 | 4 | 2 | 2 | 7 | 5 | Rit | 3 | 3 | 3 | 3 | 12 | 6 | 5 | NP | NP | 6 | 4 | 3 | 4 | 3 | 1 |  |  | 308   | 5º   |

| 2000 | Moto     |    |    |   |   |     |   |   |   |   |   |   |     |   |   |    |    |   |   |   |   |   |   |   |   |   |   |  |  | Punti | Pos. |
| ---- | -------- | -- | -- | - | - | --- | - | - | - | - | - | - | --- | - | - | -- | -- | - | - | - | - | - | - | - | - | - | - |  |  | ----- | ---- |
| 2000 | Kawasaki | NP | NP | 9 | 6 | Rit | 6 | 7 | 5 | 3 | 3 | 2 | Rit | 5 | 6 | 10 | 12 | 6 | 5 | 9 | 5 | 6 | 2 | 4 | 3 | 6 | 7 |  |  | 247   | 5º   |

| 2001 | Moto     |   |   |   |     |   |    |     |    |   |   |    |   |    |    |   |     |     |   |    |   |   |   |   |   |    |    |  |  | Punti | Pos. |
| ---- | -------- | - | - | - | --- | - | -- | --- | -- | - | - | -- | - | -- | -- | - | --- | --- | - | -- | - | - | - | - | - | -- | -- |  |  | ----- | ---- |
| 2001 | Kawasaki | 8 | 6 | 5 | Rit | 4 | AN | Rit | 11 | 3 | 3 | 14 | 8 | 12 | 10 | 5 | Rit | Rit | 8 | 10 | 8 | 4 | 9 | 8 | 6 | NP | NP |  |  | 170   | 9º   |

| 2002 | Moto     |  |  |  |  |  |  |   |   |  |  |  |  |  |  |  |  |  |  |  |  |  |  |  |  |  |  |  |  | Punti | Pos. |
| ---- | -------- |  |  |  |  |  |  | - | - |  |  |  |  |  |  |  |  |  |  |  |  |  |  |  |  |  |  |  |  | ----- | ---- |
| 2002 | Kawasaki |  |  |  |  |  |  | 6 | 6 |  |  |  |  |  |  |  |  |  |  |  |  |  |  |  |  |  |  |  |  | 20    | 23º  |

| 2010 | Moto     |  |  |  |  |  |  |  |  |  |  |  |  |  |  |  |  |  |  |    |    |  |  |  |  |  |  |  |  | Punti | Pos. |
| ---- | -------- |  |  |  |  |  |  |  |  |  |  |  |  |  |  |  |  |  |  | -- | -- |  |  |  |  |  |  |  |  | ----- | ---- |
| 2010 | Kawasaki |  |  |  |  |  |  |  |  |  |  |  |  |  |  |  |  |  |  | 19 | 19 |  |  |  |  |  |  |  |  | 0     |      |

| Legenda | 1º posto        | 2º posto            | 3º posto           | A punti      | Senza punti        | Grassetto – Pole position Corsivo – Giro più veloce |
| Legenda | Gara non valida | Non qual./Non part. | Ritirato/Non class | Squalificato | '-' Dato non disp. | Grassetto – Pole position Corsivo – Giro più veloce |

### Motomondiale
| 2002 | Classe | Moto     |  |  |  |  |  |  |  |  |  |  |  |  |     |  |  |  |  |  | Punti | Pos. |
| ---- | ------ | -------- |  |  |  |  |  |  |  |  |  |  |  |  | --- |  |  |  |  |  | ----- | ---- |
| 2002 | MotoGP | Kawasaki |  |  |  |  |  |  |  |  |  |  |  |  | Rit |  |  |  |  |  | 0     |      |

| 2003 | Classe | Moto     |    |  |  |  |  |     |  |  |  |  |  |  |  |  |  |  |  |  | Punti | Pos. |
| ---- | ------ | -------- | -- |  |  |  |  | --- |  |  |  |  |  |  |  |  |  |  |  |  | ----- | ---- |
| 2003 | MotoGP | Kawasaki | 18 |  |  |  |  | Rit |  |  |  |  |  |  |  |  |  |  |  |  | 0     |      |

| 2007 | Classe | Moto     |  |  |  |  |  |  |  |  |  |  |  |  |  |  |     |  |  |  | Punti | Pos. |
| ---- | ------ | -------- |  |  |  |  |  |  |  |  |  |  |  |  |  |  | --- |  |  |  | ----- | ---- |
| 2007 | MotoGP | Kawasaki |  |  |  |  |  |  |  |  |  |  |  |  |  |  | Rit |  |  |  | 0     |      |

| Legenda | 1º posto        | 2º posto            | 3º posto            | A punti      | Senza punti        | Grassetto – Pole position Corsivo – Giro più veloce |
| Legenda | Gara non valida | Non qual./Non part. | Ritirato/Non class. | Squalificato | '-' Dato non disp. | Grassetto – Pole position Corsivo – Giro più veloce |